# Ясунорі Оґура
Ясунорі Оґура (яп. 小倉 康範, нар. 21 січня 1958, Хоккайдо, Японія) — японський майстер шотокан карате, 8-й дан Японської асоціації карате (JKA), переможець національних та міжнародних змагань, один із провідних інструкторів JKA та виконувач обов’язків виконавчого директора організації.

## Біографія
Оґура народився 21 січня 1958 року на острові Хоккайдо, Японія. Він розпочав займатися карате у першому класі старшої школи. Після закінчення школи вступив до Університету Тайшо в Токіо, де продовжив тренування під керівництвом Масатоші Накаями — одного з найвпливовіших майстрів шотокан карате та головного інструктора JKA.

## Спортивна кар'єра
Оґура досяг значних успіхів у змаганнях з карате, особливо в куміте. Його головні досягнення:
- 1984 — 3-тє місце в куміте на 27-му Чемпіонаті Японії JKA
- 1985 — 2-ге місце в куміте на 28-му Чемпіонаті Японії JKA
- 1986 — 1-ше місце в куміте на 29-му Чемпіонаті Японії JKA
- 1990 — 1-ше місце в командному ката на 3-му Кубку світу Shoto в Сандерленді, Велика Британія

## Інструкторська діяльність
Після завершення активної спортивної кар'єри Оґура присвятив себе викладанню та розвитку карате. Він обіймає посаду виконувача обов’язків виконавчого директора JKA та є одним із головних інструкторів штаб-квартири асоціації в Токіо. Його девіз: «Досягайте своєї пристрасті через мовчазні, невтомні зусилля».
У травні 2024 року Оґура провів серію навчальних семінарів (гасшюку) в Новій Зеландії, зокрема в містах Тімару та Окленд. Програма включала тренування для каратистів різного рівня, екзамени на дан та ліцензійні тести, а також соціальні заходи для учасників.

## Внесок у розвиток карате
Оґура активно сприяє популяризації шотокан карате в усьому світі, проводячи семінари та тренування в різних країнах. Його методика поєднує традиційні принципи карате з сучасними підходами до навчання, що робить його тренування ефективними та доступними для учнів різного рівня підготовки.